# Sierra Vista
Sierra Vista is een plaats (city) in de Amerikaanse staat Arizona, en valt bestuurlijk gezien onder Cochise County.

## Demografie
Bij de volkstelling in 2000 werd het aantal inwoners vastgesteld op 37.775.
In 2006 is het aantal inwoners door het United States Census Bureau geschat op 42.706, een stijging van 4931 (13.1%).

## Geografie
Volgens het United States Census Bureau beslaat de plaats een oppervlakte van
397,6 km², waarvan 397,5 km² land en 0,1 km² water.

## Plaatsen in de nabije omgeving
De onderstaande figuur toont nabijgelegen plaatsen in een straal van 40 km rond Sierra Vista.